# Star Arcade
Star Arcade är ett finländskt företag som producerar mobilspel. De är mest kända för att ha skapat spelen "Diamonds Paradise", "King of Words" och "Jelly Wars". Det sista ska få en uppföljare, "Jelly Wars 2.0" senare under 2014. Star Arcade producerar spel för många plattformar så som iOS, Android, Windows Phone, Symbian, S40, Meego, Maemo, BB10, Bada samt Facebook. Alla spelen följer en freemium-model, vilket innebär att man kan spela alla spel gratis, men  också köpa speciella premium-kvaliteter liksom extra mynt.
Användare kan spela mot varandra, i realtid, oavsett sin lokalisering eller spelplattform. 

## Lanserade Spelen
| År         | Namn                | Plattform                                                         |
| ---------- | ------------------- | ----------------------------------------------------------------- |
| 2011       | TicTacToe           | iOS, Android, Windows Phone, Facebook, Symbian, Meego, Maemo      |
| 2011       | Mancala             | iOS, Android, Symbian, Maemo, Meego                               |
| 2011       | Ayo                 | Android                                                           |
| 2011       | Diamonds Capture    | iOS, Android, Windows Phone, Facebook, Symbian, Maemo, Meego, S40 |
| 2011       | Reversi             | iOS, Android, Symbian, Maemo, Meego                               |
| 2011       | Jelly wars          | iOS, Android, Windows Phone, BB10, Symbian, Maemo, Meego          |
| 2011       | Rock Paper Scissors | Android                                                           |
| 2011       | Diamonds Paradise 1 | iOS, Android, Windows Phone, Symbian, Maemo, Meego                |
| 2012       | Memory Game         | iOS, Android, Symbian, Maemo, Meego                               |
| 2012       | BattleShips         | iOS, Android, Windows Phone, BB10, Symbian, Maemo, Meego          |
| 2012       | Crazy Gardens       | iOS, Android, Windows Phone, Symbian, Maemo, Meego                |
| 2012       | Spawned             | iOS, Android, Symbian, Maemo, Meego                               |
| 2012       | Diamonds Paradise   | iOS, Android                                                      |
| 2013       | King of words       | iOS, Android, Facebook                                            |
| 2014 (TBA) | Jelly Wars 2.0      | TBA                                                               |

## Nomineringar
I februari 2012 fick företaget en andra plats i Mobile Application Week Helsinki.  I oktober 2012 blev Star Arcade nominerat till "Best Growth Stage Start-Up"-kategorin i Global Mobile Internet-konferensen. Företaget också blivit nominerat i Mobile Entertainment Magazines kategori "Best Social Game Provider". I mars 2013 var Star Arcade en av finalisterna i Red Herrings Top 100 Europapris.